# Fenbendazol
A fenbendazol egy széles spektrumú benzimidazol féreghajtó, amelyet gyomor-bélrendszeri paraziták ellen használnak, ideértve: giardia, orsóférgek, kampósférgek, ostorférgek, a Taenia galandféreg nemzetségbe tartozó férgek (de nem hatásos a Dipylidium caninum, egy gyakori kutyagalandféreg ellen), pinwormok, paragonyles, stronglymus, aeluroimiasis, canylus, aeluroimiasis, erős. birkák, szarvasmarhák, lovak, halak, kutyák, macskák, nyulak, a legtöbb hüllő, édesvízi garnélarák-tartályok planária és hidra kezelésére, valamint fókák kezelésére alkalmazható.

## Hatásmechanizmus
A fenbendazol a tubulinhoz kötődik, egy olyan fehérjéhez, amely a paraziták sejtjeiben lévő mikrotubulusok részét képezi. Ez a kötődés megzavarja a mikrotubulusok képződését és működését, ami ahhoz vezet, hogy a paraziták nem képesek felszívni a tápanyagokat, ami végül elpusztul. Ez a hatásmód a fenbendazolt hatékonnyá teszi számos parazita féreg kifejlett és lárva stádiumában egyaránt.

## Újrafelhasználás
A fenbendazolt rákellenes gyógyszerként való újrafelhasználásra javasolták, mivel képes megzavarni a rákos sejtek energia-anyagcseréjét és több mechanizmuson keresztül sejthalált indukálni. Orális alkalmazás esetén gyenge biohasznosulása azonban továbbra is kihívást jelent a rákkezelésben való alkalmazásában.